# طاهر آدم علمي
العميد طاهر آدم علمي القائد العام السابق للقوات المسلحة الصومالية.

## خلفية تاريخية
ولد طاهر في مدينة جالكعيو بمحافظة مدج عام 1948، وتلقى تعليمه الأساسي، في مدينة بولوبردي، في مدرسة سودانية داخلية، ثم مدرسة شبيلي في مدينة جوهر، ثم مدرسة بنادر في العاصمة مقديشو، انتقل بعدها إلى الولايات المتحدة لاستكمال تعليمه الجامعي في جامعة ماساتشوستس بمدينة بوسطن.
التحق بالجيش الوطني الصومالي عام 1968 وتلقى دورات تدريبية في كلية التدريب العسكري في أوديسا بأوكرانيا التابعة للاتحاد السوفيتي في ذلك الوقت، ثم بالكلية العسكرية في كانساس بالولايات المتحدة).
خدم الجنرال طاهر مناصب عديدة في القوات المسلحة الصومالية (الفرقة 60 ، الفرقة 21 ، الفرقة 26) ، حيث شغل مناصب تشغيلية وقيادية.
كما شغل مناصب مختلفة في القيادة العامة بوزارة الدفاع الصومالية والأكاديمية العسكرية، وحصل على الميدالية الذهبية للقوات المسلحة الصومالية التي سلمها له الرئيس الصومالي الجنرال محمد سياد بري وتم تكريمه على إنجازاته في حرب تحرير أوغادين عام 1977.

الجنرال طاهر آدم علمي رفقة رئيس قوة العمل المشتركة الموحدة في القرن الإفريقي الجنرال تيري فيرل.

في 7 مارس 2013 عُين قائدا عاما للقوات المسلحة الصومالية، وشغل المنصب حتى عام 2015 وخلفه في المنصب اللواء محمد آدم آحمد
في 16 أغسطس 2018 عُين مرة أخرى قائدا عاما للقوات المسلحة، وشغل المنصب حتى 20 أغسطس 2019 وخلفه في المنصب أدوا يوسف راجي